# 純 -愛する者たちへ-
「純 -愛する者たちへ-」（じゅん あいするものたちへ）は、松山千春が1991年10月21日にリリースした32枚目のシングル。

## 解説
表題曲「純 -愛する者たちへ-」は、松山初出演の東映映画『極道戦争 武闘派』の主題歌として使用された。
1985年から6年間所属したALFAレコードからの最後のシングルとなった。

## 収録曲
| 全作詞・作曲: 松山千春、全編曲: 飛澤宏元。 |                         |          |            |      |
| #                                          | タイトル                | 作詞     | 作曲・編曲 | 時間 |
| 1.                                         | 「純 -愛する者たちへ-」 | 松山千春 | 松山千春   | 5:19 |
| 2.                                         | 「今…」                 | 松山千春 | 松山千春   | 5:16 |
| 合計時間:                                  | 合計時間:               | 10:35    |            |      |